# Fokker M 10
El Fokker M 10 era un avión biplano de reconocimiento y de entrenamiento de caza de dos plazas en tándem con «alas de una sola bahía» equipadas con controles de alabeo mediante rodillos, impulsado por un motor Oberursel U.0 de 7 cilindros y 80 caballos de fuerza. Varios aviones «M 10» fueron comprados por las tropas de aviación imperial y real de Austria Hungría (Luftfahrtruppen).

## Historia
Durante la Primera Guerra Mundial, las Luftfahrtruppen carecían de capacidad de producción de aviones, comprando sus aeronaves a su aliado alemán. En 1916, el Fokker M 10 fue adquirido en dos versiones: una de alas de una sola bahía como el Fokker M 10E (E por Einstielig), conocido en las Luftfahrtruppen como el Fokker BI, y el Fokker M 10Z (Z para Zweistielig), con alas de dos bahías, conocidas en las Luftfahrtruppen como el Fokker B.II.
El único módulo con aletas M 10E (BI) fue impulsado por un motor Oberursel U.0 de 60 kW (80 caballos) rotativo de siete cilindros que se derivó directamente del anterior Fokker M 7, que había sido operado por el servicio aéreo naval de la Kaiserliche Marine desde 1915. La aeronave era casi idéntica con la excepción del tren de aterrizaje revisado y reforzado y los puntales de la sección central.
La primera máquina, 03.61, se entregó en abril de 1916. Debido a la falta de motores, los siguientes 19 aviones llegaron en agosto de 1916 y los últimos tres en septiembre de 1916. Todos los aviones sirvieron como entrenadores desarmados asignados a Flek 4, Flek 6 y Flek 8. hasta el final de la guerra. La única excepción fue la primera máquina entregada, el 03.61, que sirvió como banco de pruebas para la variedad de instalaciones de armamento.

## Operadores
Imperio austrohúngaro
- Tropas de aviación austro-húngaras

KuKLFT
 Imperio alemán
- Luftstreitkrafte
- Kaiserliche Marine

## Especificaciones (M.10Z)

### Características generales
- Tripulación: 2
- Longitud: 6.20 m (20 pies 4 pulg.)
- Envergadura: 7.20 m (23 pies 7 pulgadas)
- Altura: 2.71 m (8 pies 11 in)
- Peso en vacío: 274 kg (604 lb)
- Peso bruto: 481 kg (1060 lb)
- Motor: 1 × Oberursel U.0 7-cil. Motor de pistón rotativo refrigerado por aire, 60 kW (80 CV)

### Actuación
- Velocidad máxima: 130 km / h (81 mph; 70 kn)